# おきな・おうな (小惑星)
おきな・おうな（おきな・おうな、10916 Okina-Ouna）は小惑星帯に位置する小惑星である。埼玉県のアマチュア天文家、佐藤直人が1997年に秩父市で発見した。
2007年9月に宇宙航空研究開発機構 (JAXA) が打ち上げた、日本の月探査機かぐや (SELENE) の子衛星にちなんで、2009年6月に命名された。